# Christian Backs
Christian Backs (* 26. srpna 1962) je bývalý východoněmecký fotbalista, záložník. Po skončení aktivní kariéry působil jako trenér, vedl Berliner FC Dynamo a Füchse Berlin Reinickendorf.

## Fotbalová kariéra
Ve východoněmecké oberlize hrál za Berliner FC Dynamo. Nastoupil ve 192 ligových utkáních a dal 33 gólů. S Berliner FC Dynamo získal osmkrát mistrovský titul a dvakrát východoněmecký fotbalový pohár. V Poháru mistrů evropských zemí nastoupil ve 21 utkáních a dal 1 gól. Za reprezentaci Východního Německa (NDR) nastoupil v letech 1983–1985 v 9 utkáních a dal 1 gól.

## Ligová bilance
| Ročník           | Zápasy | Góly | Klub               |
| ---------------- | ------ | ---- | ------------------ |
| I. liga 1980/81  | 1      | 0    | Berliner FC Dynamo |
| I. liga 1981/82  | 20     | 5    | Berliner FC Dynamo |
| I. liga 1982/83  | 26     | 4    | Berliner FC Dynamo |
| I. liga 1983/84  | 25     | 2    | Berliner FC Dynamo |
| I. liga 1984/85  | 25     | 8    | Berliner FC Dynamo |
| I. liga 1985/86  | 19     | 1    | Berliner FC Dynamo |
| I. liga 1986/87  | 26     | 12   | Berliner FC Dynamo |
| I. liga 1987/88  | 15     | 0    | Berliner FC Dynamo |
| I. liga 1988/89  | 13     | 0    | Berliner FC Dynamo |
| I. liga 1989/90  | 6      | 0    | FC Berlin          |
| II. liga 1989/90 | 18     | 3    | SG Bergmann-Borsig |
| I. liga 1990/91  | 16     | 1    | FC Berlin          |
| CELKEM I. liga   | 192    | 33   |                    |